# Филип Миров Радуловић
Филип Миров Радуловић (село Пажићи код Даниловграда 1870 – 1924.) био је официр црногорске књажевске војске и учесник Руско-јапанског, Првог и Другог балканског, као и Првог светског рата. За војне заслуге одликован је руским Орденом Георгијевски II степена, црногорском Златном медаљом Милоша Обилића, као и Даниловим крстом другог реда и медаљом за храброст.

## Биографија
Рођен је у селу Пажићи код Даниловграда, од оца Мира и мајке Јеле (рођене Брајовић). Био је најстарије дете у многочланој породици. Основну школу завршио је у Бјелопавлићима у манастиру Ждребаоник, а нижу гимназију у Подгорици.

### Војничка каријера
Као даровит младић, упућен је на даље школовање у Русију о државном трошку на школовање у артиљеријској школи у Петровграду. Након завршетка школовања постаје официр царске руске војске, да би одмах узео учешћа у Руско- јапанском рату. Истакао се у одбрани Порт Артура где је био тешко рањен. Због тога је био предложен од стране руских војника и официра, генералу Куропаткину (командант одбране Порт Артура) за Орден Георгијевски II степена.
По избијању Првог балканског рата, Филип је дошао у Црну Гору. Са црногорском војском учествовао је у борбама против Турака на Дечићу, Бардањолту, при опсади и заузећу Скадра. За храброст и вештину у командовању, краљ Никола га је лично одликовао Златном Обилића медаљом, затим Даниловим крстом другог реда и медаљом за храброст.
По избијању Другог балканског рата, Филип је узео учешћа у борбама против Бугара на Брегалници у саставу црногорске добровољачке војске. У Првом светском рату учествовао је у борбама на Грахову, Троглаву, код Вишеграда и на Јавору. Са главнином црногорским снагама у саставу Санџачког одреда, учествовао је и у борбама на Гласинцу и Романији, до на домак Сарајева, на Калиновику, код Клобука, Фоче и на Мојковцу.
Како су се у битки на Мојковцу борбе водиле прса у прса, Филип је тешко рањен у тим борбама. Како су се касније Филипове ране гнојиле, без антибиотика и лекарске неге, Филип је оронуо и изнемогао. Преминуо је у родном селу Пажићи код Даниловграда 1924. године.